# Vilanant
Vilanant település Spanyolországban, Girona tartományban. Vilanant Terrades, Llers, Avinyonet de Puigventós, Ordis, Navata és Cistella községekkel határos. Lakosainak száma 402 fő (2024).

## Népesség
A település népessége az elmúlt években az alábbi módon változott:
| Lakosok száma | 191  | 582  | 481  | 431  | 284  | 327  | 356  | 399  | 392  | 402  |
|               | 1717 | 1887 | 1936 | 1960 | 1986 | 2004 | 2009 | 2014 | 2019 | 2024 |